# Анджей Прушинський

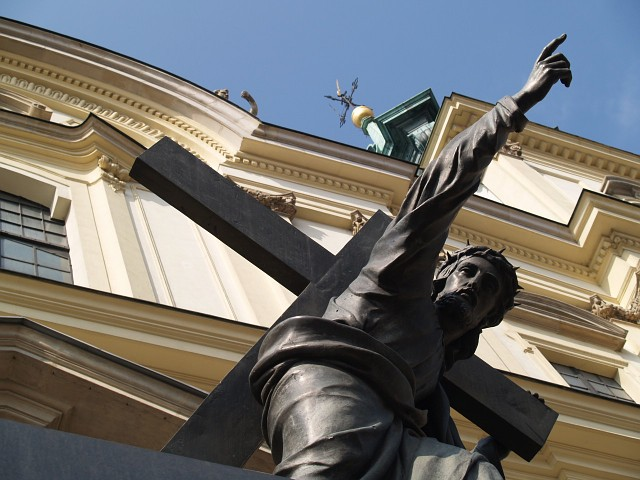
Скульптура Прушинського «Христос, що несе хрест» перед Костелом Святого Хреста у Варшаві

А́нджей Пруши́нський (пол. Andrzej Pruszyński, 24 листопада 1836, Варшава — 7 березня 1895, там само) — польський скульптор.

## Біографія
Син Антонія і Маргарити з Бялковських. Навчався у Якуба Татаркевича, пізніше в Академії мистецтв у Варшаві, потім до 1867, в Академії Св. Луки у Римі. У 1867–1875 працював у одній майстерні спільно із Леонардом Марконі. Був одружений з Маріанною Аделаїдою — сестрою Марконі. Створив скульптурне оздоблення багатьох храмів і палаців Варшави. Серед учнів були зокрема Піус Вельонський, Людомир Вонсовський, Едмунд Щуркевич, Теофіл Горецький, Казимир Мелоховський, Адольф Невяровський. Помер у Варшаві, похований на Повонзківському цвинтарі.
Роботи
- Статуя Ісуса Христа в головному вівтарі костелу в Радомську (до 1876).[2]
- Оздоблення палацу Вільгельма Елліса Рау у Варшаві.
- Оздоблення палацу Богуславського у Варшаві.
- Найвідоміше творіння — фігура «Ісуса Христа що несе хрест» перед Базилікою Святого Хреста у Варшаві.
- Бронозва скульптура «Матері Божої Ласкавої» перед Костелом Святого Карла Боромео у Варшаві.
- Надгробки на Повонзківському, єврейському і євангелістському цвинтарях Варшави.
- Пам'ятник на могилі Яна Татаркевича.[3]
- Моделі скульптур ангелів на фасаді усипальниці Шайблерів у Лодзі (1888).[4]
- Портретні медальйони з барельєфними профілями Констанції і Томаша Лубенських родинного гробівця на Повонзківському цвинтарі (діаметр обидвох — 46 см). Виконані 1873 року. Перший рельєф відлитий з бронзи фірмою братів Лопенських. Другий, ймовірно, також.[5]
- Портретний медальйон Яна Франашека на Повонзківському цвинтарі. Виконаний з рожевого граніту 1887 року ще за життя Франашека.[6]
- Три надгробні пам'ятники в Гощанові. Неокласицистичні, виконані з пісковика і цегли. Один із необароковим барельєфним зображенням музи з рільничою атрибутикою — на могилі Антоніни з Заборовських Сульмерської. Підписаний особисто Прушинським, датований 1876 роком. Два інші теж належать родині Заборовських. Не підписані, але виконані приблизно на тому ж мистецькому рівні і, ймовірно, також виконані Прушинським, або його майстернею.[7]